# Yensid
Yensid ou Yen Sid est un sorcier apparaissant dans le long-métrage Fantasia (1940), dont Mickey Mouse est l'apprenti dans la séquence L'Apprenti sorcier.

## Nom
Ce serait un hommage des animateurs à leur chef, Walt Disney, ces derniers ne trouvant pas de nom adéquat pour ce sorcier (« Yensid » étant une anacyclique, l'anagramme inverse de « Disney »,).
Par la suite, Walt Disney a utilisé le terme Retlaw Yensid (anagramme de « Walter Disney ») comme pseudonyme pour signer le scénario de Quatre Bassets pour un danois (1966) et Retlaw pour fonder Retlaw Enterprises en 1965.

## Histoire
Le personnage a été créé par Bill Tytla et Fred Moore. Apparaissant dans L'Apprenti sorcier comme un vieil homme avec une longue barbe et une robe qui s'étend jusqu'au sol, il exécute dans cette séquence une série de sorts observés par son apprenti Mickey Mouse, puis décide de se reposer en laissant son chapeau magique derrière lui. Mickey, qui doit nettoyer l’atelier du sorcier, prend le chapeau et utilise sa magie pour donner vie à un balai et se dispenser de la corvée d'eau du puits. Cependant, il ignore comment arrêter la magie une fois qu'elle a été activée et, après qu’il s'est endormi, tout le sous-sol est inondé. Finalement, Yensid réapparaît et utilise sa magie pour faire reculer les eaux et annuler le sort qui a causé le problème. Il reprend alors son chapeau et son balai, et utilise ce dernier pour renvoyer Mickey terminer ses corvées.

## Autres apparitions
Des décennies après la sortie du film, Yen Sid a commencé à apparaître dans de multiples médias, allant des parcs d'attractions aux jeux vidéo.
Dans l'épisode « Disney en parade » de l'émission Le Monde merveilleux de Disney (1971), Yen Sid (appelé ici Merlin et interprété par Michael Rye (en)) fait une brève apparition pour réprimander Mickey et tester ses capacités.
Yen Sid est interprété par Corey Burton dans l'attraction de Disneyland Mickey et la carte magique, à Anaheim, en Californie. Burton prête également sa voix au personnage dans la série de jeux vidéo Kingdom Hearts de Disney/Square Enix, ce qui constitue le premier rôle parlant de Yen Sid. Burton prête sa voix à Yen Sid dans la série de jeux Epic Mickey, en tant que narrateur et créateur d'un monde peint où résident toutes les créations oubliées de Disney, y compris Oswald le lapin chanceux, avant que les actions involontaires de Mickey ne le transforment en monde de désolation.

### Kingdom Hearts
On retrouve Yensid dans la licence Kingdom Hearts. Il apparaît dans Kingdom Hearts 2 afin de révéler à Sora, Donald et Dingo la nature de leurs nouveaux ennemis, tandis que, dans Kingdom Hearts: Birth by Sleep, il apprend au Roi Mickey à manier la Keyblade. Il ne fait qu'une brève apparition dans Kingdom Hearts: Coded, dans la fin secrète du jeu, comme un teaser aux évènements de Kingdom Hearts 3D : Dream Drop Distance, où il fait passer l'examen du symbole de maîtrise à Sora et Riku. Il intervient en tant que guide, conseiller et allié actif durant les évènements de Kingdom Hearts 3.

### Epic Mickey
On le retrouve également dans le jeu Epic Mickey sur Wii. Le sorcier était en train de créer un monde pour les personnages oubliés de Disney, mais notre souris profite de son absence pour rejouer les apprentis sorciers. Yen Sid apparaît à nouveau dans la suite, Epic Mickey 2, où il joue le rôle de narrateur dans les cinématiques d'introduction et de fin.

### Magical World
Yen Sid apparaît dans Disney Magical World en tant que magicien développeur de baguettes magiques. Il est le créateur du monde primaire connu sous le nom de Castleton, où vivent paisiblement des dizaines de citoyens et de personnages de Disney. En plus d'apparaître dans la cinématique d'ouverture du jeu, Yen Sid convoque également le joueur pour l'aider à vaincre une armée de fantômes qui a envahi le domaine.